# Claudio Gora
Pour les articles homonymes, voir Gora.
Claudio Gora est le nom de scène d'Emilio Giordana, un acteur et réalisateur italien né le 27 juillet 1913 à Gênes et mort le 13 mars 1998 à Rome.

## Biographie
Fils du général des Alpini Carlo Felice Giordana (it), après avoir obtenu son diplôme de droit, il fonde le « Teatro Sperimentale Luigi-Pirandello » à Gênes. Il fait ses débuts au cinéma en 1939 en tant qu'acteur dans le film Trappola d'amore de Raffaello Matarazzo. Il poursuit son activité avec de nombreux rôles de jeune premier, dont Torna caro ideal (it) (1939) de Guido Brignone, Signorinette (1942) de Luigi Zampa, La storia di una capinera (it) (1943) de Gennaro Righelli, sur le tournage duquel il rencontre sa future épouse Marina Berti, Nessuno torna indietro (1943) d'Alessandro Blasetti ou Résurrection (en) (1944) de Flavio Calzavara. Après la guerre, il obtient ses premiers rôles importants dans des coproductions italo-françaises telles que La Chartreuse de Parme de Christian-Jaque (1947) et Marie-Antoinette reine de France de Jean Delannoy (1956).
Entre-temps, il fait ses débuts en tant que réalisateur avec une œuvre difficile, basée sur le roman-révélation de Giuseppe Berto, Le ciel est rouge (1950), suivie en 1953 de La Fièvre de vivre, une enquête sur le milieu et les mœurs de la nouvelle génération, basée sur Cronaca, une pièce de Leopoldo Trieste. En 1960, il réalise La contessa azzurra (it), un film produit par l'armateur Achille Lauro.
Son premier rôle dans un film d'auteur a lieu en 1958 avec La Tempête, une superproduction historico-aventureuse d'Alberto Lattuada. Suit le rôle de Remo Banducci dans Meurtre à l'italienne (1959) de Pietro Germi, pour lequel il reçoit le Nastro d'argento du meilleur second rôle. En 1960, il tourne Les Dauphins de Maselli, Adua et ses compagnes de Pietrangeli, La Grande Pagaille de Comencini et L'Inassouvie de Risi.
Il a également joué dans Une vie difficile (1961) et Les Joyeux Fantômes (1961), Le Fanfaron (1962), Le Procès de Vérone (1963), Le Gynéco de la mutuelle (1968) et sa suite Il prof. dott. Guido Tersilli primario della clinica Villa Celeste convenzionata con le mutue (1969), Confession d'un commissaire de police au procureur de la république (1971), Gente di rispetto et La Femme du dimanche (1975).
Époux de l'actrice Marina Berti, qu'il a rencontrée sur le tournage du film La storia di una capinera (it) en 1942 à Turin, Gora a eu cinq enfants, tous travaillant dans le monde du spectacle : Andrea, Marina, Carlo, Luca et Cristina Giordana.
Depuis 2005 est organisé au Laboratorium Teatro di Roma le « Premio Claudio Gora », un concours annuel consacré au théâtre de recherche.

## Filmographie partielle

### Réalisateur
- 1950 : Le ciel est rouge (Il cielo è rosso)
- 1953 : La Fièvre de vivre (Febbre di vivere)
- 1953 : Pattes de velours (L'incantevelo nemica)
- 1956 : La grande ombra (it)
- 1958 : Serments d'amour (Tormento d'amore)
- 1958 : Trois Étrangères à Rome (Tre straniere a Roma)
- 1960 : La contessa azzurra (it)
- 1969 : Il Nero, l'homme qui venait de la Caroline (L'odio è il mio Dio)
- 1972 : Rosina Fumo viene in città... per farsi il corredo (it)

### Acteur

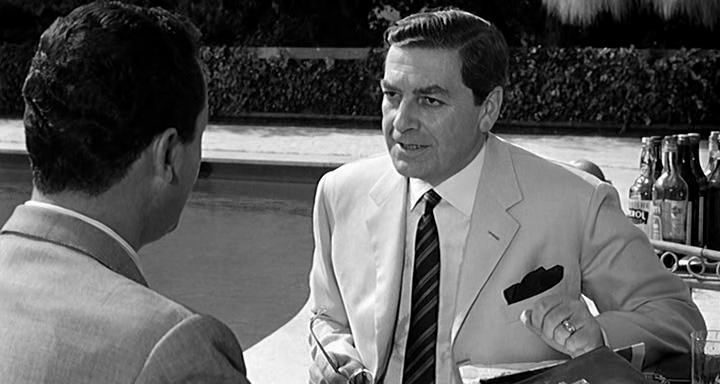
Face à Alberto Sordi dans Une vie difficile (1961).

- 1939 : Trappola d'amore de Raffaello Matarazzo
- 1939 : Torna caro ideal (it) de Guido Brignone
- 1942 : Signorinette de Luigi Zampa
- 1943 : La storia di una capinera (it) de Gennaro Righelli
- 1944 : Résurrection (en) (Resurrezione) de Flavio Calzavara
- 1945 : Sept femmes, sept destins (Nessuno torna indietro) d'Alessandro Blasetti
- 1945 : Le Forgeron de la Cour-Dieu (Il fabbro del convento) de Max Calandri (it)
- 1947 : La Chartreuse de Parme de Christian-Jaque
- 1956 : Marie-Antoinette reine de France de Jean Delannoy
- 1958 : La Tempête (La tempesta) d'Alberto Lattuada
- 1959 : Meurtre à l'italienne de Pietro Germi
- 1960 : La Rue des amours faciles (Via Margutta) de Mario Camerini
- 1960 : Adua et ses compagnes d'Antonio Pietrangeli
- 1960 : La Grande Pagaille de Luigi Comencini
- 1960 : L'Inassouvie de Dino Risi
- 1961 : Les Joyeux Fantômes (Fantasmi a Roma) d'Antonio Pietrangeli
- 1961 : Une vie difficile (Una vita difficile) de Dino Risi
- 1962 : Le Fils de Spartacus (Il figlio di spartacus) de Sergio Corbucci
- 1962 : Le Fanfaron (Il sorpasso) de Dino Risi
- 1962 : Le Mercenaire (La congiura dei dieci) d'Étienne Périer et Baccio Bandini
- 1964 : Docteur Mabuse et le rayon de la mort (Die Todesstrahlen des Dr. Mabuse) de Hugo Fregonese et Victor De Santis :
- 1964 : Les Conséquences (Le conseguenze) de Sergio Capogna
- 1964 : Monsieur de Jean-Paul Le Chanois
- 1966 : La Femme du désert (Gli amori di Angelica) de Luigi Latini De Marchi
- 1967 : Les Cruels (I crudeli) de Sergio Corbucci
- 1967 : Le Déchaîné (Lo scatenato) de Franco Indovina
- 1967 : Hold-up au centre nucléaire (L'assalto al centro nucleare) de Mario Caiano
- 1970 : Cran d'arrêt d'Yves Boisset
- 1970 : Les jeudis de Madame Giulia (I giovedi della signora Giulia) : Avocat Tommaso Esengrini [5]
- 1971 : Deux Trouillards pistonnés (Io non spezzo... rompo) de Bruno Corbucci
- 1972 : Abus de pouvoir (Abuso di potere) de Camillo Bazzoni
- 1972 : Les Évasions célèbres, épisode Benvenuto Cellini : Paul III
- 1972 : Le Tueur à l'orchidée (Sette orchidee macchiate di rosso) d'Umberto Lenzi
- 1973 : L'Homme aux nerfs d'acier (Dio, sei proprio un padreterno!) de Michele Lupo
- 1973 : Les Grands Patrons (Bisturi, la mafia bianca) de Luigi Zampa
- 1973 : Le Grand Kidnapping (La polizia sta a guardare) de Roberto Infascelli
- 1975 : La Femme du dimanche (La donna della domenica) de Luigi Comencini
- 1975 : Section spéciale de Costa-Gavras
- 1975 : Comment tuer un juge (Perché si uccide un magistrato) de Damiano Damiani
- 1975 : Gente di rispetto de Luigi Zampa
- 1975 : L'Accusé (La Polizia accusa : il servizio segreto uccide) de Sergio Martino
- 1976 : Pour pâques ou à la trinita  (Il vangelo secondo Simone e Matteo) de Giuliano Carnimeo
- 1977 : Calibre magnum pour l'inspecteur (Napoli si ribella) de Michele Massimo Tarantini
- 1978 : Le Crime du siècle  (Indagine su un delitto perfetto) d'Aaron Leviathan
- 1978 : Sam et Sally : Épisode : Isabelita, réalisé par Jean Girault : (Donald Ruck)
- 1981 : Le Lion du désert (Lion of the desert) de Moustapha Akkad
- 1982 : Il conte Tacchia de Sergio Corbucci
- 1985 : Sono un fenomeno paranormale de Sergio Corbucci
- 1991 : Rossini! Rossini! de Mario Monicelli